# Élson
Pour les articles homonymes, voir Falcao.
Élson Falcão da Silva, dit Élson, né le 16 novembre 1981 à Conceição do Araguaia, est un footballeur brésilien qui évolue au poste de milieu offensif.

## Palmarès
- Ituano FC
  - Vainqueur du Championnat de São Paulo : 2002
- SE Palmeiras
  - Vainqueur de la Série B du Brésil : 2003